# Далматовский Успенский монастырь

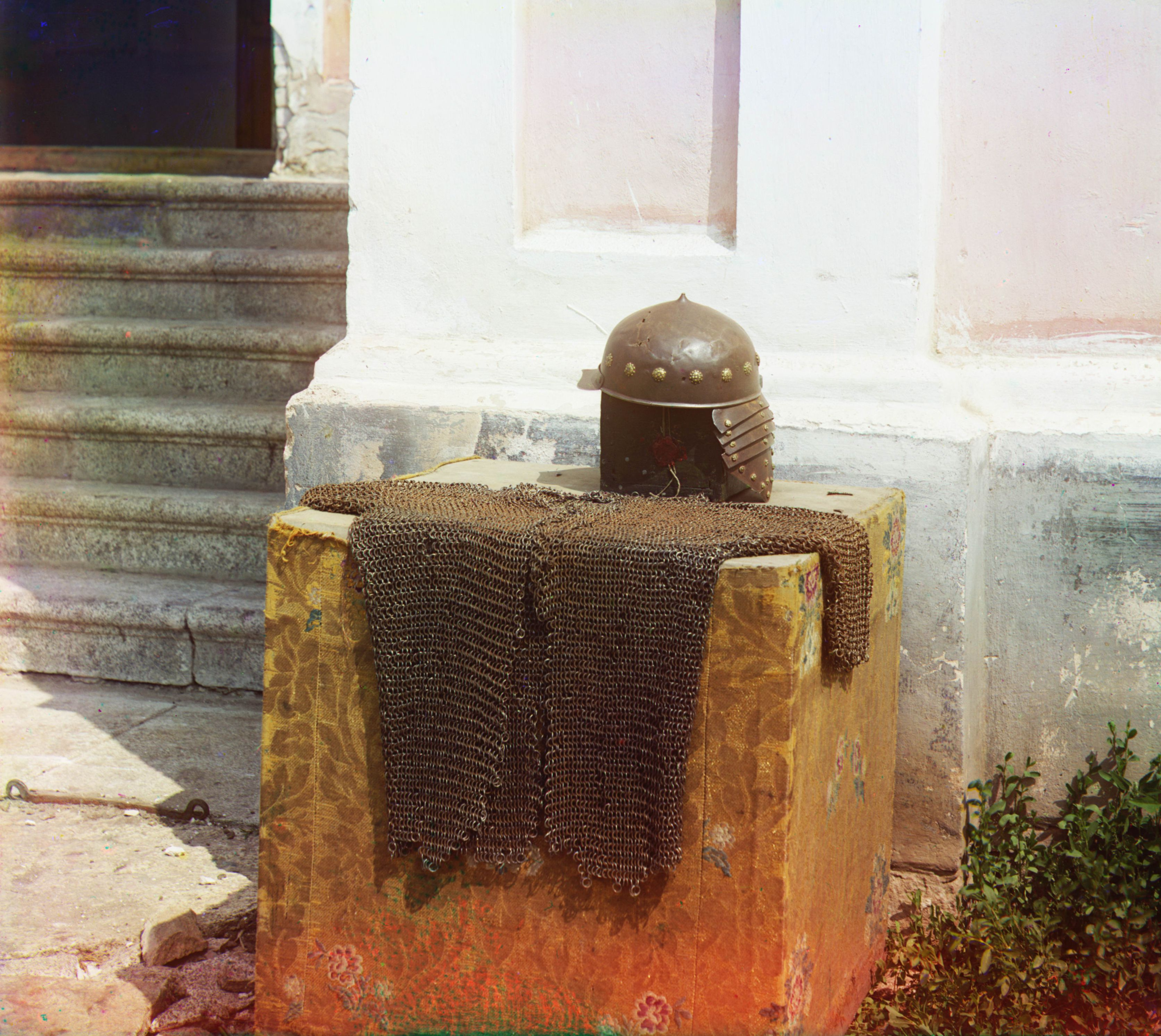
Шлем и кольчуга преподобного Далмата
(Сергей Прокудин-Горский, 1912 год)

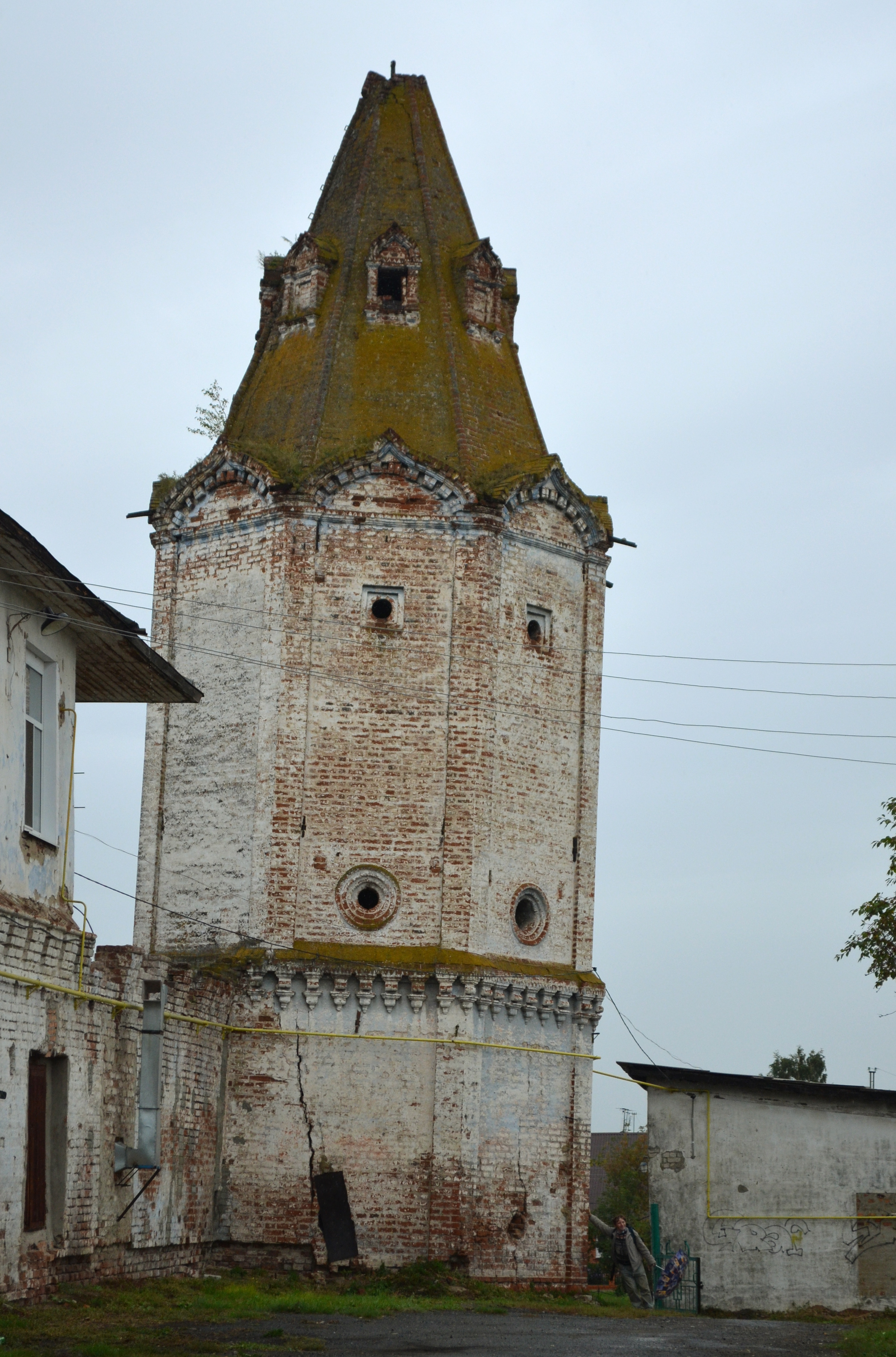
Юго-восточная башня, в советское время наклонилась

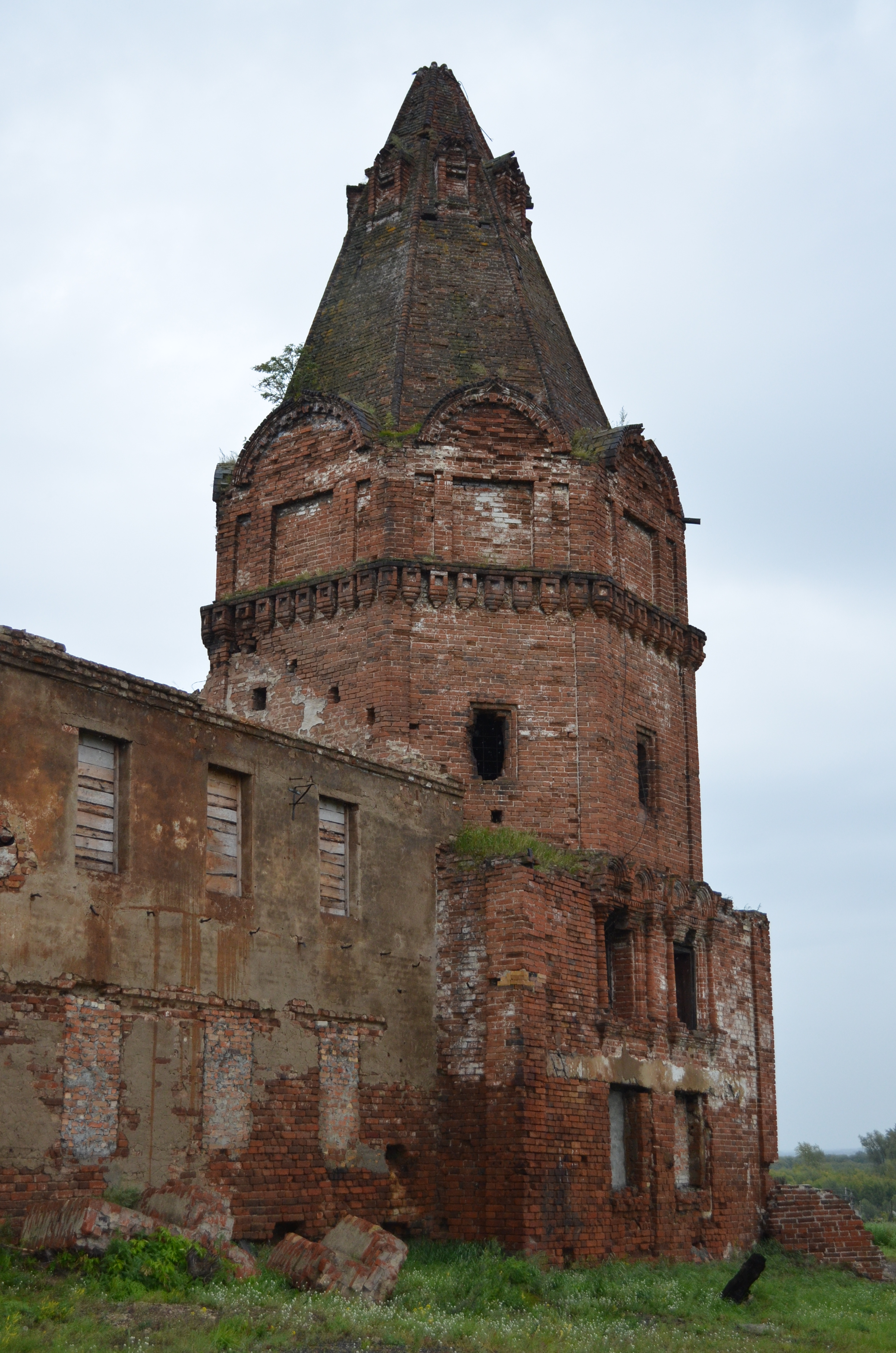
Юго-западная башня, в советское время здесь был гальванический цех завода «Молмашстрой»

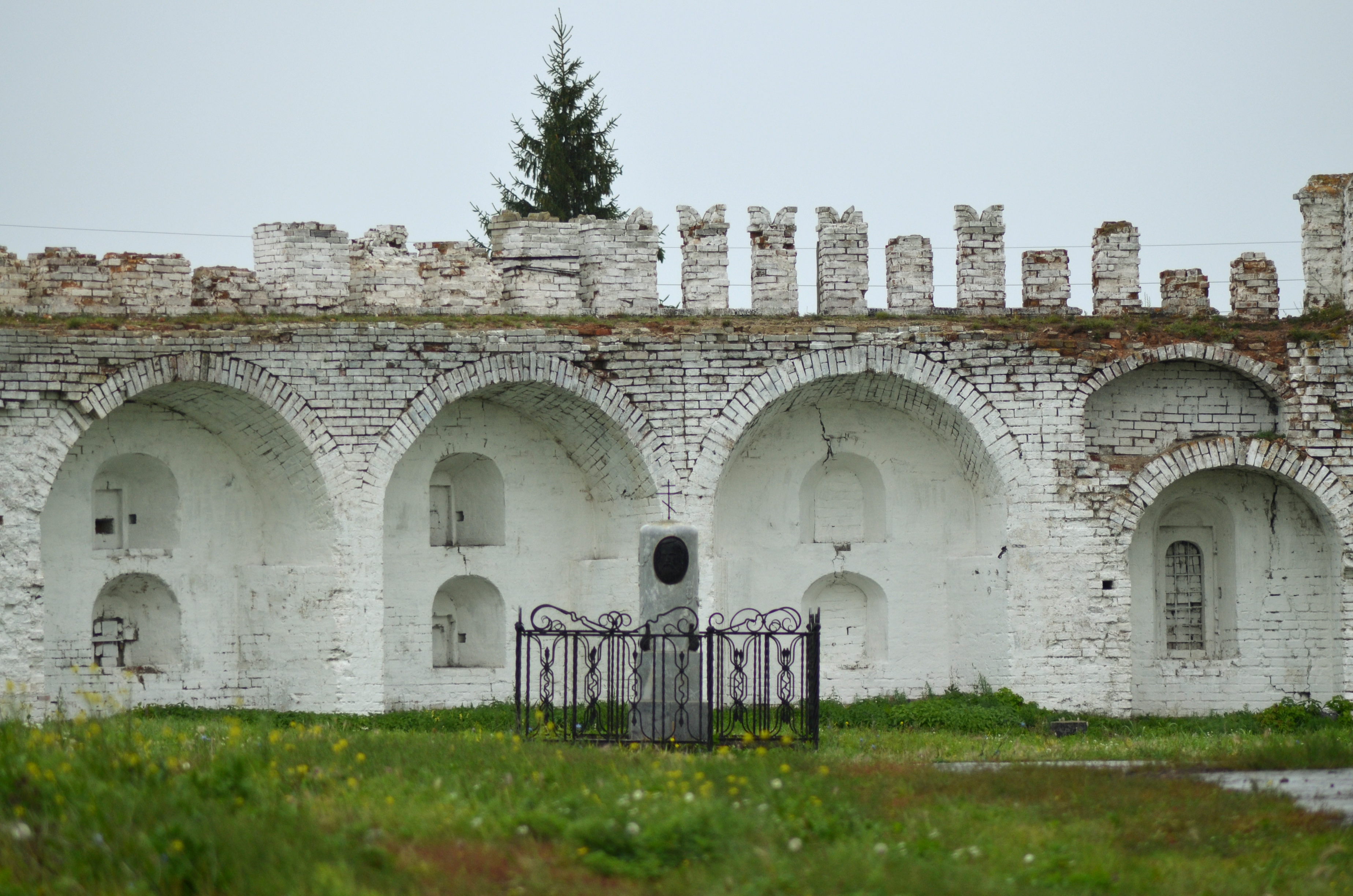
Красный бастион

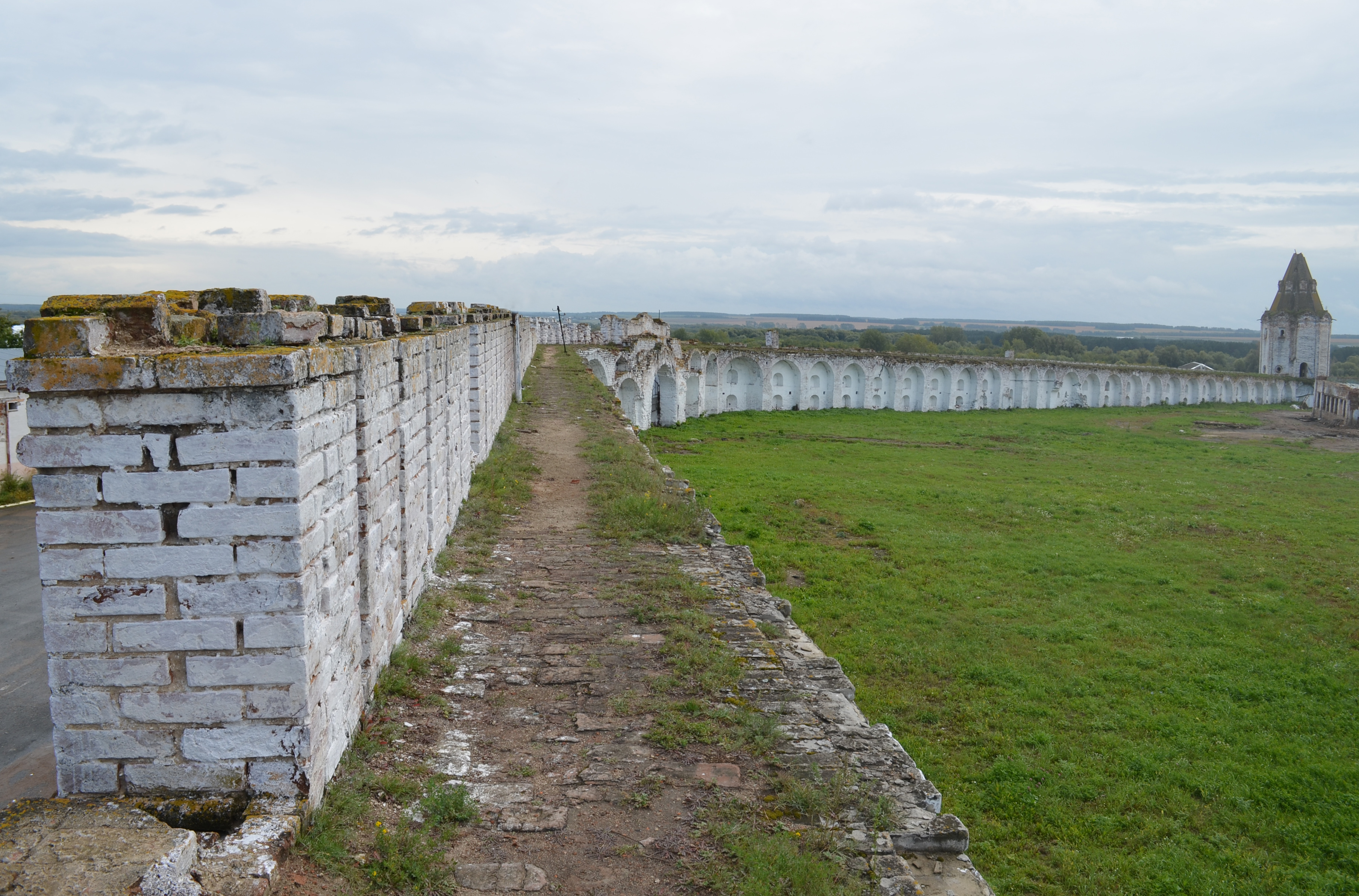
Красный бастион и западная башня)

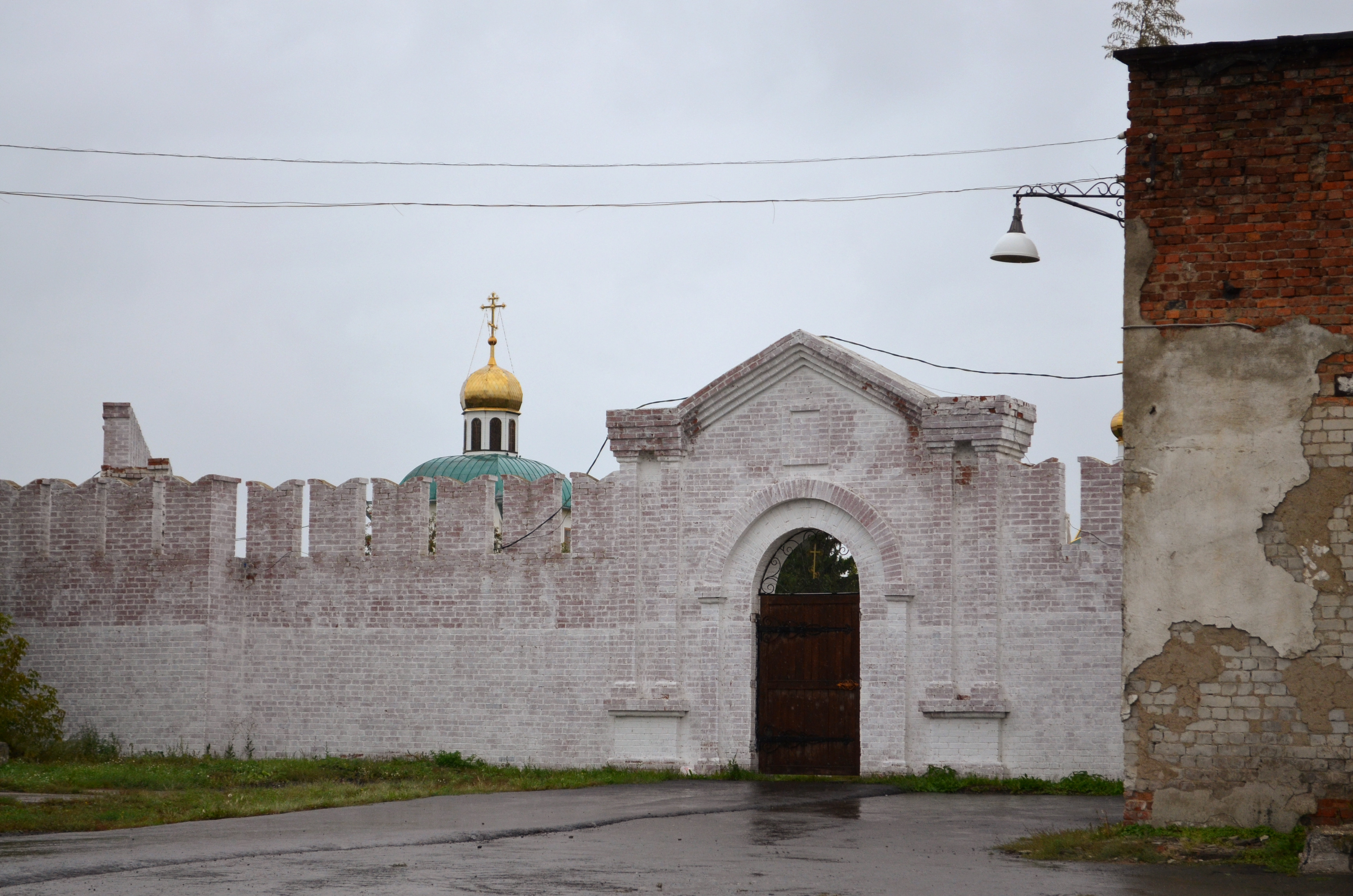
Западные ворота

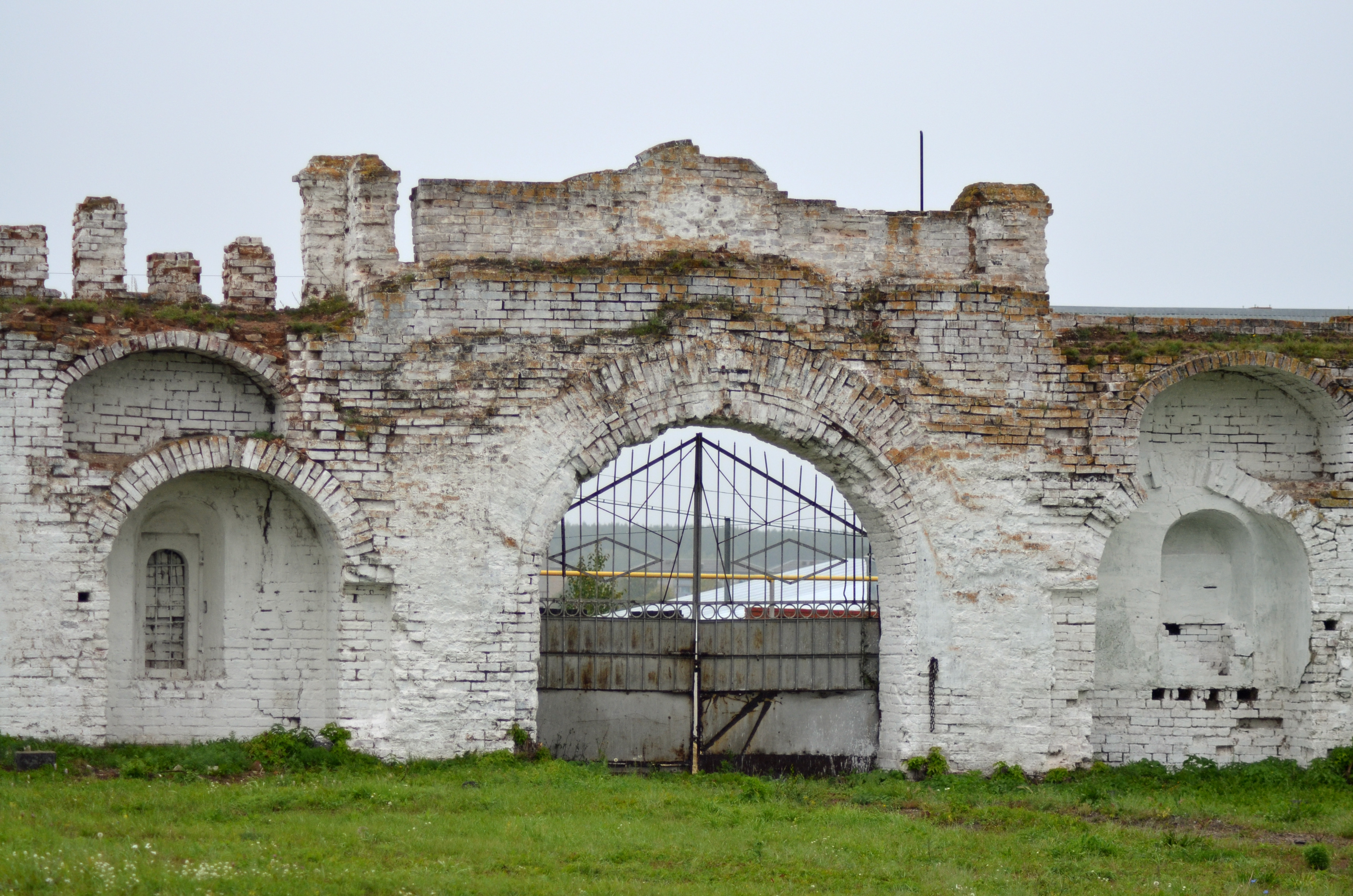
Восточные ворота

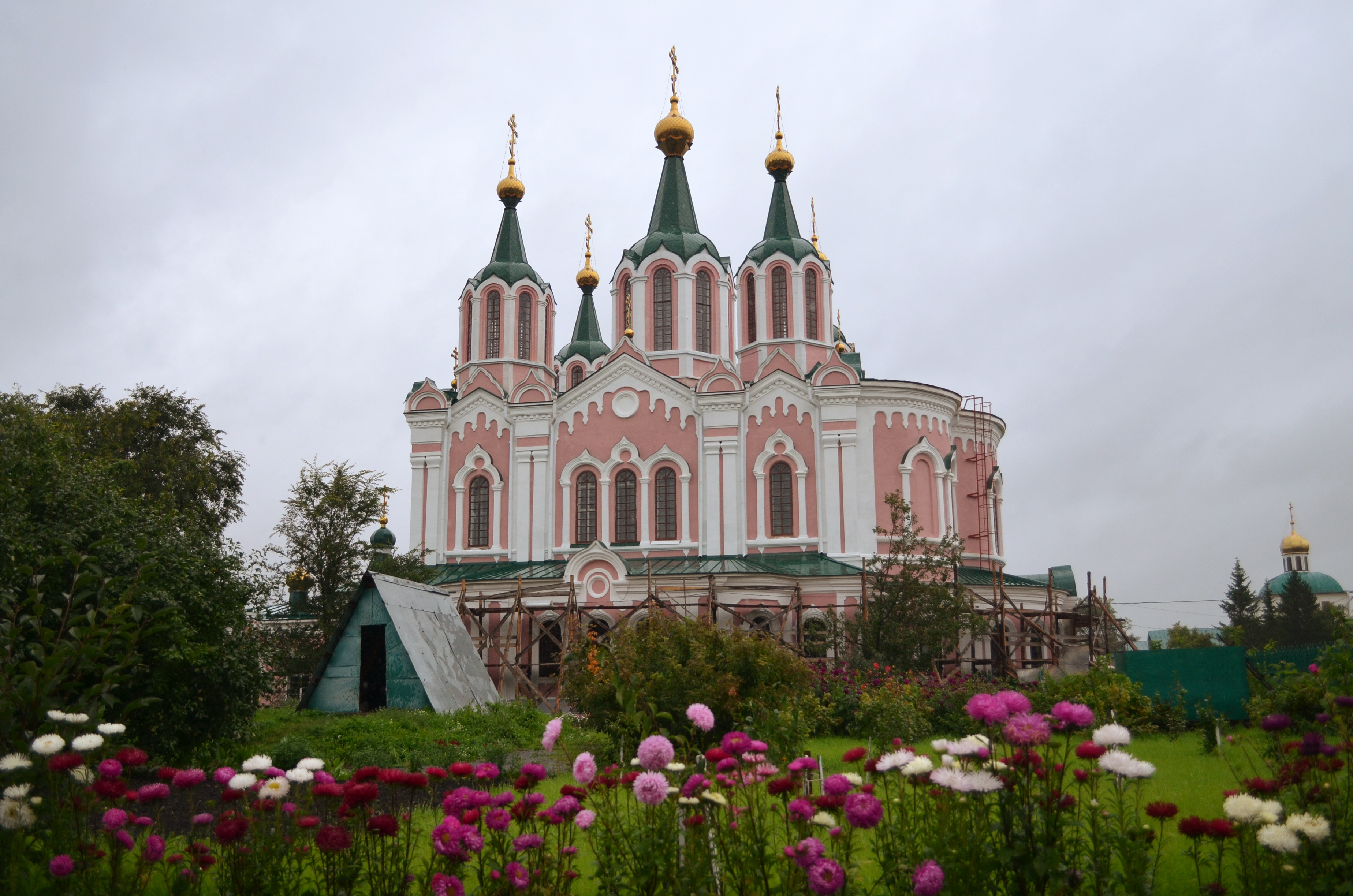
Церковь иконы Божьей Матери «Всех Скорбящих Радость»

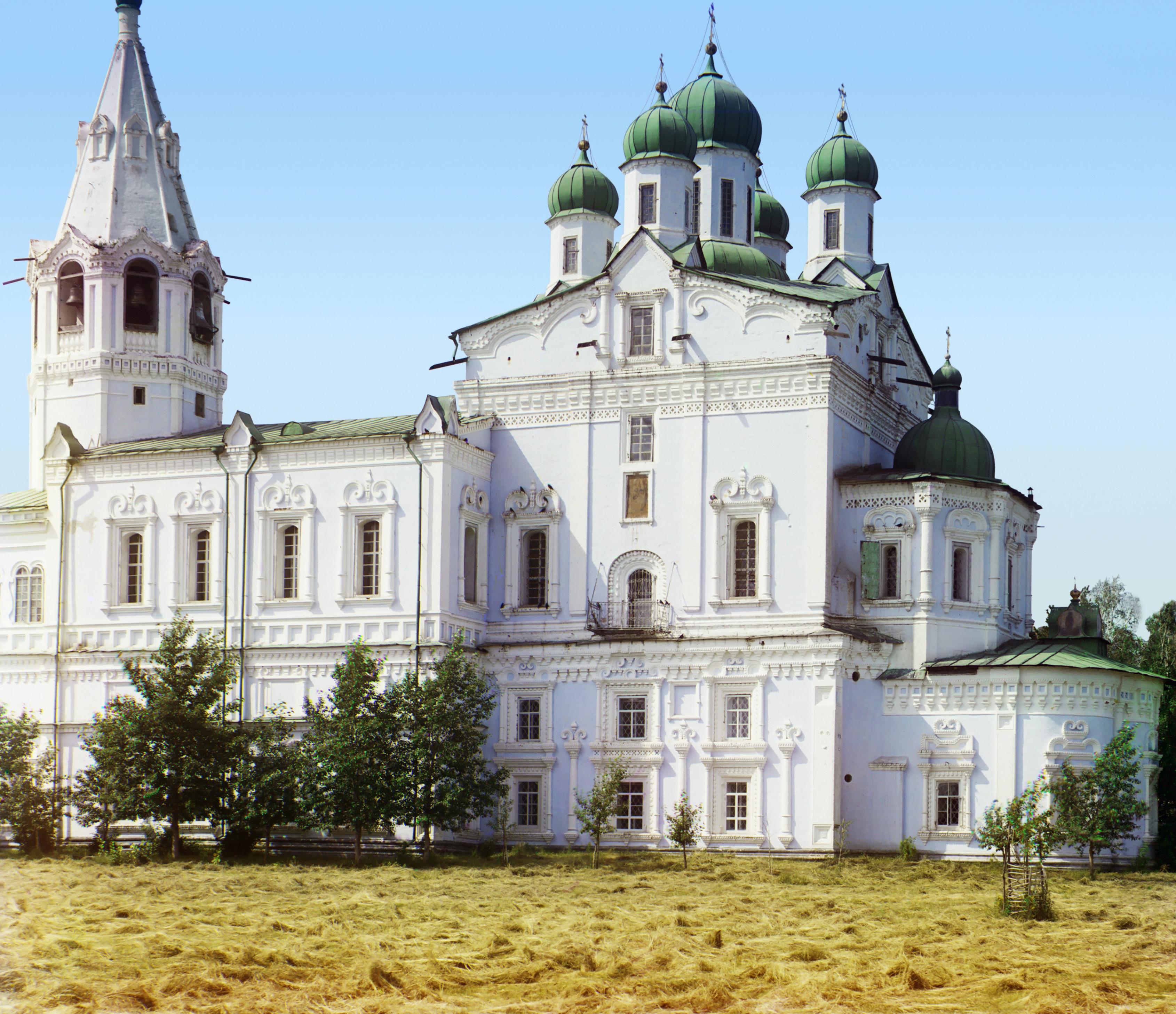
Успенский собор
(Сергей Прокудин-Горский, 1912 год)

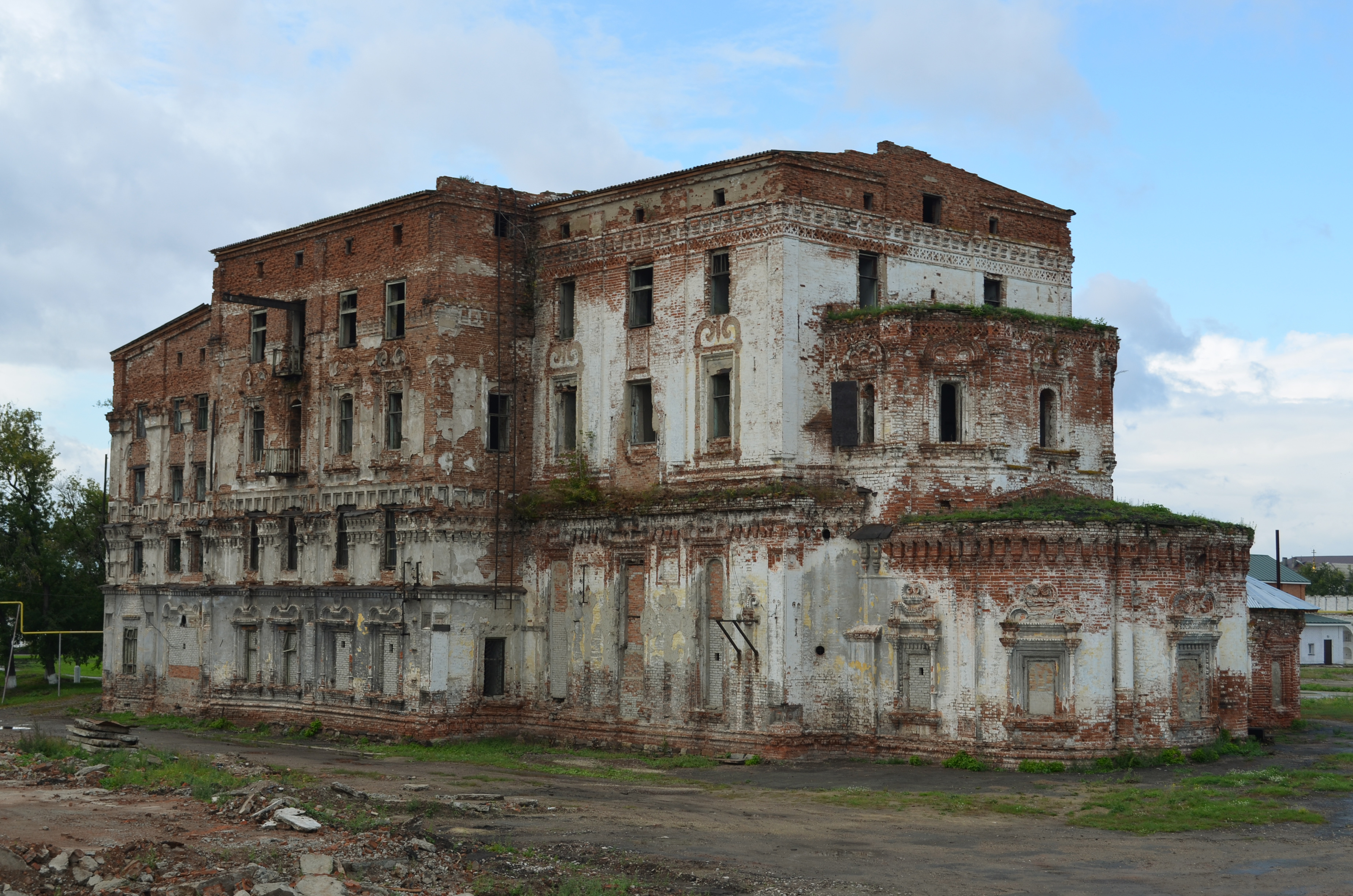
Успенский собор

Далма́товский Успе́нский монасты́рь — мужской монастырь Шадринской епархии Русской православной церкви, расположенный на левом берегу реки Исети, при впадении в неё Течи, находится в городе Далматово Курганской области (до 1923 года в Шадринском уезде Пермской губернии). Ансамбль Далматовского монастыря и входящие в него строения — Успенский собор, церковь Всех Скорбящих Радость, крепостные стены, монастырские кельи — являются объектами культурного наследия Российской Федерации федерального значения.

## История
Монастырь был основан в 1644 году иноком Далматом (или Долматом), в миру — Дмитрий Иванович Мокринский. Он родился в 1594 году в городе Берёзове, где служил. А в 1642 году удалился в один из монастырей Верхотурского уезда (Невьянский Спасо-Богоявленский), где постригся в монахи. Через некоторое время ушёл и стал жить отшельником в пещере на высоком берегу реки Исети при впадении реки Течи, называвшемся Белым Городищем. Эти земли принадлежали тюменскому ясачному татарину Илигею, который сдавал их в аренду жителям Невьянской и Ирбитской слобод Королёвым и Шипицыным для рыбных и зверовых промыслов. Однажды Илигей пришёл к пещере Далмата и хотел его убить. Далмат объяснил Илигею, что он по своей матери из крещённых татар и приходится тому родственником. Услышав это, Илигей смягчился, но осенью 1645 года он вернулся к Белому Городищу с намерением убить Далмата. Утомлённый поездкой от Тюмени, Илигей с толпою своих единоплеменников остановился на ночлег напротив пещеры. К сонному Илигею явилась Богородица, которая изрекла: старца Далмата не убивать, зла слова ему не произносить и отдать ему всю вотчину с угодьями. Утром Илигей явился к Далмату рассказал ему о чудесном явлении. После этого Илигей часто посещал Далмата, покровительствовал ему и снабжал дарами. В 1646 году, когда кончился договор с арендаторами, Илигей прибыл на Белое Городище со своими детьми и родственниками, взял с собой Далмата, обошёл с ним вокруг своей вотчины и, исполняя повеление Пресвятой Богородицы, отдал всю землю во владение Далмата. В знак особой любви Илигей подарил ему также и свои доспехи — шишак и кольчугу (в настоящее время шишак и кольчуга выставлены в Далматовском монастыре на длительное экспонирование).
Первым сподвижником Далмата стал старец Иван из Нижнего Новгорода, ученик старца Дорофея. Затем в пустыни стали селиться другие подвижники. Исетская пустынь, стала первым русским поселением в долине реки Исети. С 1649 года в монастыре Далмата за вклад жил Тимофей Невежин, основатель города Кургана, который выполнял всякую монастырскую работу без денежного и хлебного жалования. По благословению Тобольского архиепископа Герасима (Кремлёва) в монастыре была построена деревянная часовня. Главной святыней обители стала икона Успения Пресвятой Богородицы, принесённая Далматом из Невьянского монастыря.
В сентябре 1651 года пустынь была сожжена войском сибирского царевича Девлет-Гирея. Часть монахов была убита, остальных увели в плен. Преподобный Далмат отсутствовал во время набега на пустынь и, придя на пепелище, нашёл неповреждённую икону Успения Богородицы. После этих событий к Далмату вновь пришли сподвижники, и обитель была восстановлена.
В 1651 году, старцы обратились с челобитной к царю Алексею Михайловичу и тобольскому воеводе Василию Борисовичу Шереметьеву с просьбой о пожаловании им этих земель. Царской грамотой от 17 мая 1659 года пустынь была утверждена в качестве монастыря, его охрана была поручена тобольскому воеводе. Первым игуменом монастыря стал сын преподобного Далмата Исаак, принявший монашеский постриг в обители своего отца после 1651 года.
В начале 1650-х годов в пустынь к Далмату пришёл, стал его учеником и прожил в пустыни более 10 лет Афанасий (Любимов) — будущий первый Холмогорский и Важский архиепископ. В Исетской пустыни по благословению архиепископа Тобольского Симеона была построена церковь Успения Пресвятой Богородицы с приделом Димитрия Прилуцкого и кельи, а саму обитель обнесли острогом.
В 1662—1664 годах во время башкирского восстания монастырь неоднократно подвергался набегам кочевых племён, разорявших его (например, про набег отряда Сары Мергена в 1662 году архивные документы сообщают, что монастырь «варварами не оставлен даже в развалинах, но по сожжению сравнен с землею».
В монастыре Далматом поддерживался очень строгий монашеский устав. Так, в 1664 году Тобольской съезжей избой был рассмотрен донос на руководителей монастыря, гласивший, что в нём не отмечаются дни ангела царя Алексея Михайловича и членов его семьи. В собственноручно написанных Далматом объяснениях он сообщает, что в его монастыре царские именины, приходящиеся на дни Великого поста, отмечают только совершением молебна, а празднование совершают уже после Светлой седмицы.
После проведения патриархом Никоном богослужебной реформы Далмат не сразу принял исправления богослужения. Из-за связи Далматова монастыря со старообрядцами сын Далмата Исаак 31 июня 1669 года был отстранён от игуменства (все прещения с него были сняты только в 1685 году под условием, чтобы он «с раскольниками раскола не говорил»).
В 1674 году в монастырь был назначен строитель Никон. По его распоряжению вкладные, выданные в 1671 году, были объявлены подложными и их владельцы были изгнаны из монастыря. Пострадавший от этого Тимофей Анисимов в числе поверенных вкладчиков был отправлен в Тобольск в поисках правды. В 1674 году к строителю Никону от митрополита Корнилия пришла грамота с указанием не обижать вкладчиков. В 1675 году игумен Афанасий получил память от митрополита Корнилия из Тобольска: выслать старца Никона на очную ставку с Тимошкой Анисимовым, представлявшим интересы обманутых вкладчиков. Однако последующие события свидетельствуют, что отношения Никона с вкладчиками не наладились. Через несколько лет на него было совершено нападение пашенных крестьян Митки и Спирки Никитиных. В 1676 году суд встал на сторону челобитчиков и постановил в наказной памяти: «Никону впредь строителем быть не велят, потому, будучи он в строителях, в монастырской казне учинил хитрость большую и всякие дела делал без братского ведома и вкладчикам и крестьянам и бобылям налога и обиды чинил». Спирке Никитину который ножом резал старца Никона, в Тобольске учинено градское наказание: бит кнутом. Суд учёл, что братья содержались в тюремном заключении до очной ставки со старцем Никоном, и отпустил их из Тобольска, оставив их по-прежнему за монастырём. При этом особо оговаривалось: «и чтобы наветом их здесь не изгонять и натуги и обиды не чинить и зла им никакого места прежней грубости не помнить».
15 марта 1675 года митрополит Корнилий поручил игумену Афанасию ведать всякие дела вместе с игуменом Исааком, вместо Никона. После шести лет Исаак «хотя и не выше, на степень строителя был поставлен, никому не поведомствен кроме Игумена Афанасия».
В 1677 году Исаак и игумен Афанасий за «церковные вины» они были сосланы в Енисейский Спасский монастырь. В мае или июне 1679 года Игумен Афанасий и Игумен Исаак ездили в город Тобольск к митрополиту Павлу по своим монастырским делам. 31 июля 1679 года по его грамоте Исаак становится настоятелем Далматова монастыря. А Игумен Афанасий под названием чёрного попа с благословения митрополита Павла отправляется в г. Москву.
В 1682 году игумен Исаак с братиею обратился с челобитной к Тобольскому воеводе князю А. А. Голицыну о передаче монастырю земель, находящихся в 80 км от монастыря по р. Железенке (Каменке), притоку р. Исети, на что получил согласие. Здесь были обнаружены залежи железной руды. Был построен монастырский двор и переселены крестьяне (40 дворов). Монастырский завод просуществовал 18 лет и был отобран у монастыря в казну, отписано от монастыря к заводу 145 душ мужского пола.
В 1688 году митрополит отстраняет Исаака от должности. Назначенный настоятелем архимандрит Тихон по челобитью чёрного попа Израиля с братией и служек и службников, и стариц Введенского девичьего монастыря 26 сентября 1689 года был низведён со степени настоятеля. Игумену Исааку митрополит Сибирский благословил и указал быть в Успенском монастыре в игуменах по-прежнему вместо архимандрита Тихона.
В 1696 году у монастыря было людей: службников — 31, детёнышей — 9, крестьян, их детей, братьев, племянников — 145, бобылей — 45, деловых людей и их детей — 34, плавильщик на Железенском поселье — 1, всего 265 человек. В Успенском монастыре старцев: старец Далмат, чёрный поп Осия, чёрный поп Филарет, чёрный дьякон Василид, рядовые старцы: Сарапион, Михайло, Варлам, Саватий, Агапит, Аввакум, Никандро, Иаков, Протасей, Дмитрей, Вавило, Афанасий, Киприян, Спиридон, Капитон, Андроник, Симеон, Харитон, Кирило, в Железенском поселье Питирим, казначей Никанор, строитель Никон, игумен Исаак. Всех 27 человек.
В 1704 году разрешено строить на Белом Городище церковь каменную во имя Пресвятой Богородицы, 17 декабря 1705 года был заключён договор с тюменским подмастерьем Иваном Борисовым «по реклу» Сорока на каменные работы.
В 1707—1709 годах башкиры опустошали вотчину монастыря так, что настоятель монастыря Исаак не мог собрать положенные сборы с крестьян и внести столовые припасы в Тобольский митрополичий дом.
11 января 1707 года в монастыре случился пожар, от которого сгорели все три монастырские церкви, колокольня, семь келий, две башни, оградной стены третья доля и иные служебные помещения.
23 октября 1708 года снова случился в монастыре пожар: загорелась поповская келья, от неё огонь распространился и уничтожил оставшиеся от прошлогоднего пожара строения. Сгорели также грамоты и указы. Принимая во внимание эти обстоятельства, а также случавшиеся в 1707 и 1708 годах пожары, митрополит Сибирский Филофей своим указом от 14 июня 1710 года повелел не брать с монастыря полагавшиеся столовые припасы.
в 1713 году начато строительство монастырской каменной стены на счёт казны для защиты от воровских воинских людей. По государеву указу было выделено в 1713 году 200 рублей денег, 20 пудов соли, 100 четвертей овса. В 1716, 1717, 1718, 1719 гг. отпускались казённые деньги из Исетска по 200 руб., из Шадринска по 100 руб. Северо-восточная башня (бастион) так и не была закончена. С 1731 года начинаются работы по строительству западной стены и угловой северо-западной башни.
В 1714 году в монастыре открыто училище для детей церковнослужителей.
В 1717 году завершается строительство Успенской церкви. В 1719 году завершается строительство колокольни. 13 августа 1720 года освящение церкви.
В 1735 году в Далматовом монастыре учреждается славяно-российская школа, первым учителем которой был Петро Кирьянов. Эта школа давала начальное образование. В 1738 году в ней обучалось 15 человек в возрасте от 10 до 18 лет.
В 1735 и 1742 в монастыре случались пожары.
В 1761 году открыта семинария.
К 1763 году монастырская каменная ограда была построена полностью. Она имела форму неправильного шестиугольника и занимала площадь около 4,5 гектара.
В январе 1763 года крестьяне села Николаевского (ныне город Далматово) изгнали из мирского правления старосту — ставленника монахов и избрали Мирским старостой крестьянина Лаврентия Широкова, сотским — Ивана Лобова, писарем был избран Михайло Барсуков. Монахов не устроило крестьянское самоуправление. Они обманным путём захватили выборных, пригласив их в монастырь для переговоров, и страшно избили. Во главе мирского правления были снова поставлены монастырские: староста Василий Лавров, писщиком — Иван Могильников. В апреле 1763 года прибывает в монастырь архимандрит Иоакинф, который считался его настоятелем с 1760 года. Он организует карательный отряд, с помощью которого захватывает крестьянские земли, засевает монастырским зерном, уводит лошадей и т. д. Это вызвало возмущение крестьян села, поддержанное и другими селениями вотчины. В конце июня 1763 года в Далматовский монастырь прибыл карательный отряд Азовского драгунского полка в составе 60 человек под руководством подпоручика Телепнева, который приступил к усмирению крестьян, сопровождавшемуся насилием и произволом. Мирская изба в селе Николаевском стала центром крестьянского бунта, вошедшем в историю края под названием «дубинщина». 2 августа 1763 года крестьяне разбили команду Телепнева. Пик восстания пришёлся на сентябрь-декабрь 1763 года, когда крестьяне, вооружённые в большинстве дубинами и косами, насаженными на древко, пошли на открытое неповиновение, окружили Далматовский монастырь, перерезали дорогу на Шадринск и на Челябинск. В начале декабря с начавшимися морозами крестьяне сами ушли от стен монастыря, установив на подступах к деревням засады. В конце марта в помощь осаждённому монастырю прибыл Азовский драгунский полк под командованием подполковника Аборина. Восстание подавлено с помощью войск. 167 человек главных «крамольников» были преданы казни.
26 февраля 1764 году Екатерина II подписала указ о передаче монастырских крестьян введение коллегии экономии. С 1837 года крестьяне Далматовской волости, бывшие экономические, стали именоваться государственными крестьянами.
В 1764 году в монастыре числилось 56 разного звания служителей (дворовых работников) из них: столяров — 5, мельников — 3, бондарей — 2, кожевников — 2, оловяннщик — 1, рыбаков — 3, кузнецов — 3, колясошник — 1, портной — 1, чеботарь, сапожник — 2, поваров — 5. Все они обслуживали живших в монастыре монахов в количестве 26 человек.
Отряд пугачевцев, до 2 000 человек под командованием челябинского есаула Прохора Пестерева, с 11 февраля по 2 марта 1774 года стоял в селе Николаевском и проводил осаду монастыря. Монастырь выдержал штурмы 12 и 13 февраля и осаду, но имущество тех, кто ушёл под защиту монастыря и для его защиты, было разграблено. Монастырь понёс потери в денежном отношении на 1 025 рублей 21 копейку. Эту сумму разложили по всем селениям вотчины. С села Николаевского было взыскано 68 рублей 18,5 копейки.
В июне 1776 года архимандрит Иоакинф (Камперов) переводится в Пыскорский Преображенский монастырь города Соликамска. В передаточной ведомости архимандрита Иоакинфа указано, что на все произведённые в монастыре работы: ремонтные, строительные, живописные и прочие истрачено 11442 рубля 64 копейки.
В 1816 году в Далматовском монастыре открывается уездное духовное двухгодичное училище закрытого типа для детей церковносвященнослужителей. В нём учились Антонин (Капустин), А. Н. Зырянов, А. С. Попов, К. Д. Носилов и В. М. Флоринский.
В 1852 году был пожар, сгорели верхняя расписанная внутри церковь с иконостасом, трапеза, колокольня, и др. нанесён ущерб 6000 рублей серебром.
В 1853 году построена церковь Сергия Радонежского и Никона Радонежского (не сохранилась).
В 1871—1881 годах на месте часовни над погребением старца Далмата строилась церковь иконы Божией Матери «Всех скорбящих Радость». Боковые приделы Стефана Пермского и прп. Исаакия, Далмата и Фавста. В 1989 возвращена верующим, отреставрирована, устроена крестильня с престолом 70 апостолов.
В 1904 году по Указу Св. Синода за № 765 монастырь обращён из штатного 3-классного в общежительный.
В 1912 году по Указу Св. Синода о возведении Далматовского Успенского монастыря из 3-классного во 2-й класс.
В монастыре находится чудотворная Далматская икона Божией Матери, принесенная сюда основателем монастыря и чудесным образом сохранившаяся в целости, несмотря на неоднократные нападения на обитель и опустошавшие её пожары. На этой святой иконе изображено Успение Пресвятой Богородицы. Кроме 15 августа, в монастыре в честь этой святой иконы празднуется еще 15 февраля. В монастыре есть часовня, устроенная над могилой его основателя старца Далмата (скончавшегося в 1697 году); в ней хранятся его портрет, мантия и клобук. При монастыре 2 школы — двухклассная и одноклассная.Из книги С. В. Булгакова «Русские монастыри в 1913 году»
В 1917 году освящена надвратная церковь Иоанна Богослова.

### Монастырь в XX—XXI веках

Памятная монета Банка России (2015)

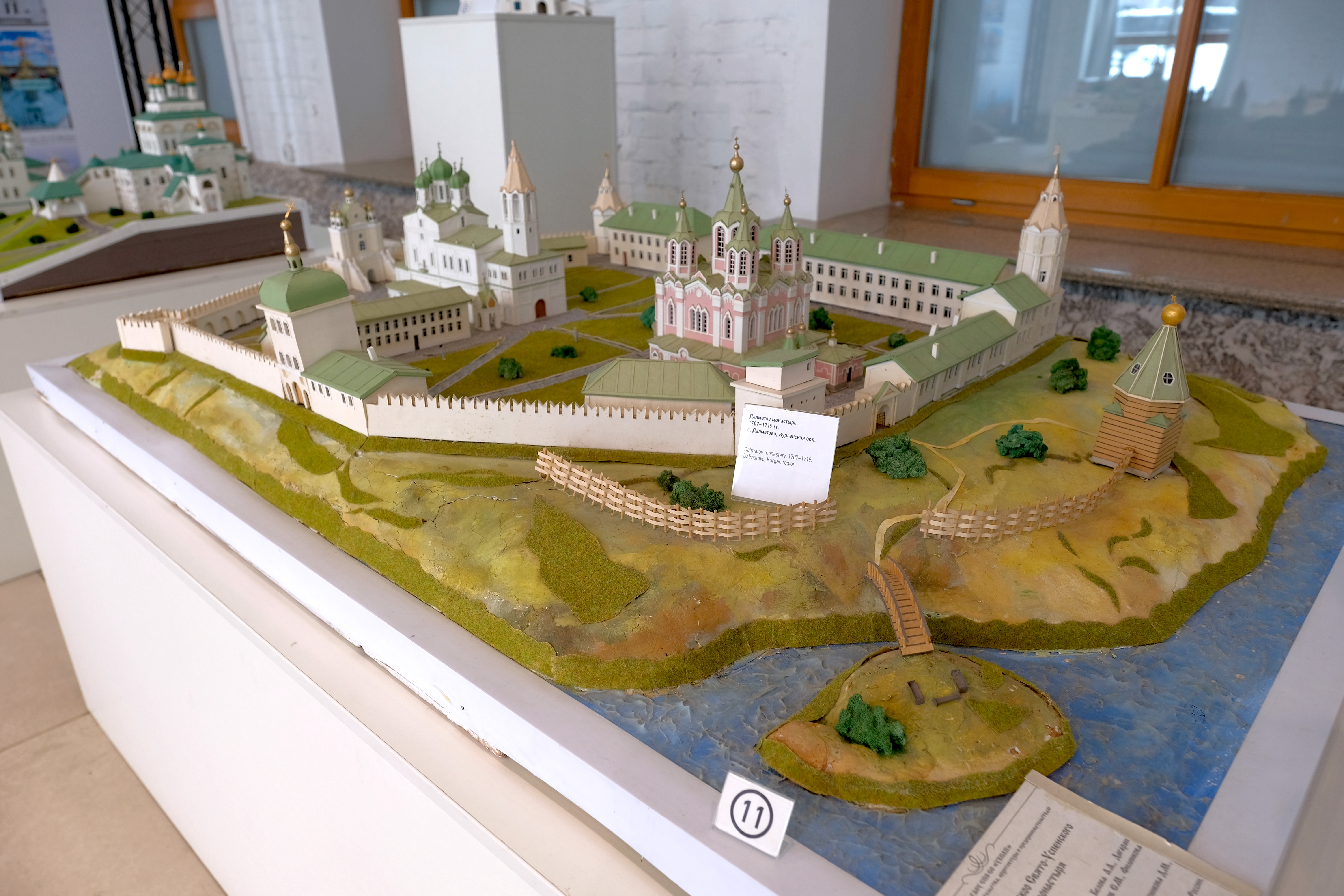
Модель монастыря в Музее архитектуры и дизайна в Екатеринбурге

После Октябрьской революции монастырь был закрыт. В 1922 году в зданиях бывшего монастыря открылся краеведческий музей. В 1923 году при Скорбященском храме была зарегистрирована приходская община, впоследствии принявшая обновленчество. Богослужения продолжались до 1928 года. В 1928 году церковь Всех Скорбящих Радость была закрыта и её здание передали под Народный дом. В 1930 году единственный на Урале Далматовский музей-монастырь был закрыт, с церкви снесли купола.
В период с 1932 по 1939 годы в бывшей церкви действовал колхозно-совхозный драматический театр.
В годы Великой Отечественной войны в бывшем монастыре размещался госпиталь и курсы усовершенствования командного состава.
8 августа 1945 года вышло распоряжение СНК СССР о передаче зданий бывшего Далматовского монастыря Наркоммясмолпрому. На территории монастыря разместился завод «Молмашстрой». Для нужд завода была разобрана часть стены рядом с северными воротами и устроен проезд. При устройстве фундаментов возводимого цеха разобран северо-западный бастион, зубцы с северо-западной и восточной стен монастырской ограды. Монастырский парк исчез под возведённым механосборочным цехом. В 1988 году переименован в завод «Старт».
27 сентября 1989 года при Скорбященской церкви зарегистрировали приходскую общину, в том же году начали реставрацию храма, его заново освятили.
С 1989 года завод начал освобождать помещения бывшего монастыря и передавать их Русской православной церкви (РПЦ). Полностью монастырь передали православной церкви в 1994 году.
6 мая 1992 года решением Священного синода РПЦ монастырь открыли, наместником утвердили игумена Василия (Ожерельева).
В апреле 1994 года в монастыре произошёл пожар, нанесён ущерб в 49 млн рублей.
Ансамбль Далматовского монастыря находится в неудовлетворительном состоянии. Многие детали убранства зданий утрачены. Происходит разрушение фундаментов из-за выветривания и разрушения кирпичной кладки, отсутствия и неудовлетворительного состояния конструкций крыш, отмостки. В связи с этим наблюдается отклонение от вертикали юго-восточной башни. Поверхности незащищённых конструкций покрываются мхом и зарастают кустарником. Ведутся восстановительные и реставрационные работы.

## Святой источник
В середине XVII века чудотворный источник пробился на месте землянки Далмата. Он был популярен у паломников. Ходит предание о том, что сам святой Далмат пил из этого родника и именно поэтому прожил больше ста лет. В годы советской власти святой родник засыпали, местные о нём забыли. В 1992 году, когда монастырь начал возрождаться, источник вновь пробился чуть поодаль его первоначального исторического местонахождения. Ныне Святой источник обустроен, над ним возведена деревянная часовня с купелью. Часовня расположена на расстоянии не более 100 метров к западу от стены монастыря. Вода источника стекает в небольшое болото, откуда попадает в реку Исеть.

## Настоятели монастыря
- 1659—1669 — игумен Исаак (Мокринский)
- 1669—1670 — строитель старец Никон
- 1670—1674 — игумен Иосиф
- 1674—1675 — строитель старец Никон (2-й раз)
- 1675—1679 — игумен Афанасий (Любимов)
- 1679—1688 — игумен Исаак (Мокринский) (2-й раз)
- 1688—1689 — архимандрит Тихон
- 1689—1724 — архимандрит Исаак (Мокринский) (3-й раз)
- 1725—1730 — игумен Филипп
- 1730—1735 — архимандрит Сильвестр
- 1736—1738 — архимандрит Порфирий (Насонов)
- 1739—1749 — архимандрит Сильвестр
- ?—1751—? — архимандрит Митрофан
- 1760—1776 — архимандрит Иоакинф (Камперов)
- 1777—? — игумен Адам (Аркудинский)
- ?—1782—1783—? — игумен Маргарит
- ?—1785—1795 — игумен Даниил
- 1795—1799—? — игумен Гедеон
- ?—1807—? — игумен Гавриил (Наумов)
- ?—1812—? — игумен Никандр
- ?—1816—? — игумен Александр
- ?—1844—? — игумен Павел
- 1846—1866 — архимандрит Мефодий (Лапчинский-Михайлов)
- ?—1870—? — архимандрит Исаакий
- 1887—1890 — игумен Нил
- 1898—1904 — архимандрит Агафон (Колесников)[28]
- ?—1921—? — архимандрит Досифей (Гуторов)
- 1992—2001 — игумен Василий (Ожерельев)
- С 2001 — игумен Варнава (Аверьянов)

## Награды
- Медаль преподобного Далмата Исетского I степени, 15 февраля 2013 года, Управляющий Курганской и Шадринской епархией архиепископ Константин[29][30].

## Сосланные в монастырь
- Лаврентий Карамышев, родной дядя князя Матвея Гагарина — первого Сибирского губернатора. В 1721 году его содержали в монастырском хлебне на цепи.
- Феофан (Леонтович-Дорумин), с февраля 1765 за дерзость и неподчинение Священному Синоду[31].
- Граф Петр Фёдорович Апраксин, с 1775 по 1778 год, по именному указу Екатерины II.
- Отставной секунд-майор Алексей Ржевский, с 1775 по 1791 год, сослан по правительственному указу от 15 апреля 1763 года «за отставление в Прусскую войну Ея Величества службы самовольно, за учиненные в чужих краях придерзости».
- Александр Чадоев, с 1753 года, иероучитель Московской Владимирской церкви в Катае «по сумасшедствии».
- Федор Маковкин, крестьянин графов Орловых, с 1787 года как секретный арестант, «за учиненную им предерзость и для удержания от подобного» сроком на пять лет.

## В художественной литературе
Осада пугачевцами монастыря 11 февраля — 2 марта 1774 года легла в основу сюжета исторической повести Д. Н. Мамина-Сибиряка «Охонины брови» (1892), в которой он называется Прокопьевским монастырем.